# Emil Jönsson
Emil Jönsson, celým jménem Karl Emil Jönsson je švédský běžec na lyžích, který se specializuje na sprinterské závody. Na MS 2011 v Oslu vybojoval stříbrnou medaili ve sprintu volnou technikou, na MS 2013 stříbrnou medaili ve sprintu dvojic volnou technikou. Vyhrál celkem 14 závodů Světového poháru, ve všech případech šlo o sprinty. Třikrát vyhrál celkové hodnocení sprinterů.

## Osobní život
Jeho přítelkyní je švédská lyžařka a dvojnásobná stříbrná olympijská medailistka Anna Haagová. Žijí střídavě v Östersundu a Davosu.

## Závodnická kariéra
Zúčastnil se Zimních olympijských her 2010 ve Vancouveru, kde skončil sedmý ve sprintu klasickou technikou.
Na mistrovství světa cestoval celkem čtyřikrát, v letech MS 2007, 2009, 2011 a 2013. Na MS 2011 v Oslu vybojoval stříbrnou medaili ve sprintu volnou technikou, na MS 2013 stříbrnou medaili ve sprintu dvojic volnou technikou.
Ve Světovém poháru debutoval v roce 2004. Na svém kontě má celkem 14 vítězství, 13× ve sprintu, jednou ve sprintu dvojic. Je trojnásobným vítězem hodnocení sprinterů z let 2009/10, 2010/11 a 2012/13.

## Úspěchy ve Světovém poháru
Závody Světového poháru
2007 –  Stockholm  2. místo, sprint klasicky
2007 –  Düsseldorf  3. místo, sprint dvojic volně
2007 –  Kuusamo  2. místo, sprint klasicky
2008 –  Canmore  1. místo, sprint volně
2008 –  Stockholm  3. místo, sprint klasicky
2008 –  Drammen  3. místo,sprint klasicky
2009 –  Whistler  1. místo, sprint klasicky
2009 –  Whistler  1. místo, sprint dvojic volně
2009 –  Valdidentro  3. místo, sprint volně
2010 –  Otepää  1. místo, sprint klasicky
2010 –  Canmore  1. místo, sprint klasicky
2010 –  Drammen  1. místo, sprint klasicky
2010 –  Düsseldorf  1. místo, sprint volně
2010 –  Düsseldorf  2. místo, sprint dvojic volně
2010 –  Davos  1. místo, sprint volně
2011 –  Drammen  1. místo, sprint volně
2011 –  Lahti  1. místo, sprint klasicky
2010 –  Davos  3. místo, sprint volně
2012 –  Lahti  1. místo, sprint klasicky
2012 –  Gällivare  2. místo, štafeta 4×7,5 km
2012 –  Québec  1. místo, sprint volně
2012 –  Canmore  1. místo, sprint volně
2013 –  Liberec  2. místo, sprint klasicky
2013 –  Soči  2. místo, sprint volně
2014 –  Lahti  1. místo, sprint volně
Etapy závodů Světového poháru
2010 –  Praha  1. místo, sprint volně (Tour de Ski)
2010 –  Stockholm  3. místo, sprint klasicky (Finále Světového poháru)
2011 –  Oberstdorf  1. místo, sprint volně (Tour de Ski)
2011 –  Stockholm  1. místo, sprint volně (Finále Světového poháru)